# 亚历克斯·罗斯 (赛艇运动员)
亚历克斯·罗斯（英語：Alex Ross，1907年9月2日—1994年4月10日），新西兰男子赛艇运动员。他曾代表新西兰参加1930年大英帝国运动会赛艇比赛，获得男子四人单桨无舵手铜牌。